# ینگی‌یول (شهرستان کمین)
ینگی‌یول (به لاتین: Jangy-Jol) یک منطقهٔ مسکونی در قرقیزستان است که در شهرستان کمین واقع شده‌است. ینگی‌یول ۲۱۰ نفر جمعیت دارد و ۱٬۴۵۵ متر بالاتر از سطح دریا واقع شده‌است.